# Salix pseudopentandra
Salix pseudopentandra är en videväxtart som först beskrevs av Björn Floderus, och fick sitt nu gällande namn av honom. Salix pseudopentandra ingår i släktet viden, och familjen videväxter. Inga underarter finns listade i Catalogue of Life.
Växten förekommer i östra Asien. Gränslinjer finns inlagda på karta över Norra halvklotet: .